# Herbert Adamec

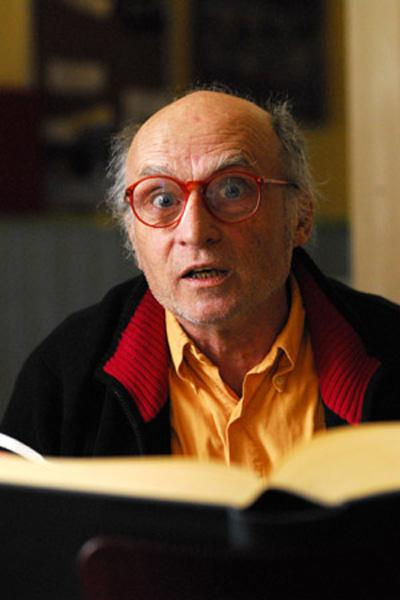
Herbert Adamec

Herbert Adamec (* 17. November 1943 in Wien; † 19. Januar 2009 ebenda) war ein österreichischer Schauspieler und Regisseur.

## Leben
Adamec besuchte ab 1960 die HBL für Gartenbau, leistete 1963 Präsenzdienst und arbeitete dann als Gärtner in Schweden. Von 1967 bis 1971 besuchte er das Max-Reinhardt-Seminar. Abschluss des Schauspiel-Diploms 1970, des Regie-Diploms mit Auszeichnung 1971. Er wirkte von 1972 bis 1975 am Wiener Burgtheater, am Westfälischen Landestheater (Oberspielleiter) und am Dramatischen Zentrum Wien (Werkstattregie). Er spielte in mehreren Filmen mit, darunter der „Alpensaga“ von Dieter Berner und „Spiel im Morgengrauen“ des oscarnominierten Götz Spielmann. Er war 1975 gemeinsam mit Hilde Berger Begründer und Leiter der Theaterlabor A.mo.K. (Arbeitsgruppe Motorische Kommunikation) und leitete die erste Selbsterfahrungsschauspielschule am Dramatischen Zentrum Wien, wo er zwischen 1978 und 1984 regelmäßig inszenierte.
In Deutschland war er zwischen 1986 und 1997 an verschiedenen Theatern (u. a. Theater am Turm in Frankfurt am Main, Zimmertheater in Tübingen, Westfälisches Landestheater in Castrop-Rauxel, Landesbühne Niedersachsen Nord in Wilhelmshaven, Stadttheater Münster, Stadttheater in Heilbronn, Gerhart Hauptmann Theater in Zittau) als Schauspieler, Regisseur und Oberspielleiter tätig. Seither tätig als Freier Schauspieler und Regisseur in Wien: Theater mbH / echoraum / Theater Am Ort im Offenen Haus Oberwart (OHO) / sirene.Operntheater (Er erarbeitete mit dem Sirene Operntheater den Luzifer in Hirlanda.) Lehrtätigkeit sowie zwischen 2002 und 2004 unberechenBar – kleine Veranstaltungen im eigenen Studio; von 2004 bis 2007 Leitung einer Theatergruppe des Generationen/Erinnerungstheaters.
Adamec beging im Januar 2009 Suizid.